# Galway Girl
"Galway Girl" é uma canção do cantor inglês Ed Sheeran, gravada para o seu terceiro álbum de estúdio, ÷. Foi composta pelo próprio intérprete, com o auxílio de Amy Wadge, Damian McKee, Eamon Murray, Johnny McDaid, Liam Bradley, Niamh Dunne, Sean Graham e Foy Vance, tendo sido produzida por Mike Elizondo. O seu lançamento ocorreu em 17 de março de 2017, através das gravadoras Asylum Records e Atlantic Records, servindo como o terceiro single do disco.

## Videoclipe
O vídeo de "Galway Girl" estreou em  5 de maio de 2017 no YouTube. O clipe foi gravado em Galway, a cidade irlandesa abordada na canção, e é protagonizado pela atriz Saoirse Ronan e por Ed Sheeran, com a câmera de filmar na perspectiva da visão do cantor.

## Desempenho nas tabelas musicais

### Posições
| Tabela musical (2017)                                  | Melhor posição |
| ------------------------------------------------------ | -------------- |
| Alemanha (Media Control Charts)                        | 5              |
| Austrália (ARIA Charts)                                | 2              |
| Áustria (Ö3 Austria Top 40)                            | 6              |
| Bélgica (Ultratop 50 de Flandres)                      | 2              |
| Bélgica (Ultratip da Valônia)                          | 14             |
| Canadá (Canadian Hot 100)                              | 16             |
| Coreia do Sul (Gaon Music Chart)                       | 46             |
| Dinamarca (Tracklisten)                                | 2              |
| Escócia (The Official Charts Company)                  | 1              |
| Eslováquia (IFPI Slovenská Republika)                  | 6              |
| Espanha (Productores de Música de España)              | 37             |
| Estados Unidos (Billboard Hot 100)                     | 53             |
| Finlândia (IFPI Finlândia)                             | 9              |
| França (Syndicat National de l'Édition Phonographique) | 35             |
| Hungria (Magyar Hanglemezkiadók Szövetsége)            | 20             |
| Irlanda (Irish Recorded Music Association)             | 1              |
| Itália (Federazione Industria Musicale Italiana)       | 14             |
| Noruega (VG-lista)                                     | 4              |
| Nova Zelândia (NZ Top 40 Singles)                      | 3              |
| Países Baixos (MegaCharts)                             | 7              |
| Reino Unido (UK Singles Chart)                         | 2              |
| Portugal (AFP - Top Nacional de Singles)               | 11             |
| Chéquia (IFPI Česká Republika)                         | 5              |
| Suécia (Sverigetopplistan)                             | 3              |
| Suíça (Schweizer Hitparade)                            | 7              |
| União Europeia (Euro Digital Songs)                    | 3              |

### Certificações
| País (Empresa)        | Certificação |
| --------------------- | ------------ |
| Canadá (Music Canada) | Ouro         |
| Itália (FIMI)         | Ouro         |
| Nova Zelândia (RMNZ)  | Ouro         |
| Reino Unido (BPI)     | Platina      |